# Томас Тракстон
То́мас Тра́кстон (англ. Thomas Truxtun або Truxton; 17 лютого 1755, Гемпстед, штат Нью-Йорк — 5 травня 1822, Філадельфія, штат Пенсільванія, США) — американський військово-морський офіцер, який дослужився до чина комодора.

## Біографія
Тракстон народився у Гемпстеді на Лонг-Айленді, штат Нью-Йорк, і отримав лише початкову освіту перш ніж поступити на службу до британського торгового судна «Пітт» у 12-річному віці. Завдяки особистим здібностям у двадцять років він вже командував власним судном «Ендрю Калдвелл». Він займався каперством під час Американської війни за незалежність, командуючи кількома суднами: «Конгрес», «Індепенденс», «Марс» і «Сент-Джеймс». Каперська діяльність Тракстона в роки війни була винятково успішною; він захопив численні ворожі судна, не зазнавши жодної невдачі.
По закінченні війни він повернувся до торгового флоту, де його кар'єра продовжувалася ще двадцять років; у 1786 році він командував судном «Кантон», яке базувалося у Філадельфії і належало до числа перших американських суден, що взяли участь у торгівлі з Китаєм.
У 1794 році Тракстон був призначений капітаном тільки-но відновленого військово-морського флоту США, і під час «Квазі-війни» із Францією командував фрегатом «Констеллейшн». До того він наглядав за його будівництвом разом із Сайласом Тальботом, і після суперечки за посаду був призначений на корабель особистим рішенням президента США Джорджа Вашингтона, отримавши чин комодора. Завдяки надзвичайно вдалим діям його корабля під час воєнних дій проти Франції, особливо захопленню фрегата «Інсургент», він здобув широку відомість і став справжнім героєм того часу.
1 лютого 1800 року фрегат «Констелейшн» під командуванням Томаса Тракстона завдав важких пошкоджень французькому фрегату «Ла Ванжанс». Капітан «Ла Ванжанс» Франсуа Марі Піто був готовий капітулювати, проте йому вдалося уникнути цього лише за збігом обставин.
Тракстон вступав у суперечку за посаду командувача «Констеллейшн» з Ричардом Дейлом. У 1800 році він протягом кількох місяців командував фрегатом «Президент», і невдовзі після цього пішов у відставку, оселившись спочатку у Перт-Амбой (штат Нью-Джерсі), а потім у Філадельфії. 1801 року, під час Першої берберської війни, він отримав пропозицію знову зайняти командну посаду на флоті, однак відмовився повернутись на військову службу.
У 1810 році Тракстон невдало балотувався у Палату Представників Конгресу США. В 1816 році він був обраний шерифом округу Філадельфія, відбувши на цій посаді чотирирічний термін. Тракстон опублікував кілька праць, досить відомих за свого часу, з навігації та військово-морської тактики. Він помер 5 травня 1822 року і був похований у передмісті Філадельфії на меморіальному кладовищі «Крайст-Черч», де його могила існує і сьогодні.
Ім'ям Тракстона було названо кілька американських військових кораблів і місто Тракстон у штаті Нью-Йорк. У Вашингтоні колись існувало транспортне кільце «Truxton Circle», назване на його честь; хоча пізніше це кільце було знесене, цю назву зберігає довколишній район міста. Парк Тракстона у Аннаполісі (штат Меріленд) також був названий в ушанування його пам'яті.